# دراجن بوبنيتش
دراجن بوبنيتش مواليد 13 يناير 1986 في رييكا، جمهورية يوغوسلافيا الاشتراكية الاتحادية، هو لاعب كرة سلة كرواتي. بدأ مسيرته الاحترافية في سنة 2004. يلعب مع نادي أوليمبيا لكرة السلة. يحمل الرقم 7.

## المسيرة الاحترافية
لعب مع نادي سلوفان لكرة السلة في سنة 2007، ثم لعب مع زلاتوروج لاشكو في موسم 2009–2010، ثم لعب مع نادي دومدجالي لكرة السلة من سنة 2010 إلى 2012، ثم لعب مع نادي أوليمبيا لكرة السلة من سنة 2012 إلى 2014، ثم لعب مع نادي سيبيو لكرة السلة في موسم 2014–2015.

## روابط خارجية
- دراجن بوبنيتش على موقع الاتحاد الدولي لكرة السلة (الإنجليزية)
- دراجن بوبنيتش على موقع الدوري الأوروبي لكرة السلة (الإنجليزية)
- دراجن بوبنيتش على موقع كرة السلة الأوروبية.كوم (الإنجليزية)
- دراجن بوبنيتش على موقع ريلجم (الإنجليزية)
- دراجن بوبنيتش على موقع بروبوليرز (الإنجليزية)
- دراجن بوبنيتش على موقع سبورتس رفرنس (الإنجليزية)